# Unione Sportiva Viterbese 2001-2002
Allenatore in 2^ Davide Argenio
Questa pagina raccoglie le informazioni riguardanti l'Unione Sportiva Viterbese nelle competizioni ufficiali della stagione 2001-2002.

## Rosa
| N. |                   | Ruolo | Calciatore         |
| -- | ----------------- | ----- | ------------------ |
|    | Italia (bandiera) | P     | Antony Basso       |
|    | Italia (bandiera) | C     | Massimo Bonanni    |
|    | Italia (bandiera) | A     | Riccardo Bonucci   |
|    | Italia (bandiera) | C     | Simone Ceccobelli  |
|    | Italia (bandiera) | C     | Nicola Cingolani   |
|    | Italia (bandiera) | C     | Maurizio Coppola   |
|    | Italia (bandiera) | D     | Alessio D'Andrea   |
|    | Italia (bandiera) | C     | Giuseppe De Grossi |
|    | Italia (bandiera) | A     | Nico De Lucia      |
|    | Italia (bandiera) | C     | Andrea Filosi      |
|    | Italia (bandiera) | A     | Alessandro Frau    |
|    | Italia (bandiera) | C     | Luca La Ciura      |
|    | Italia (bandiera) | A     | Giuseppe Liccardi  |
|    | Italia (bandiera) | C     | Osvaldo Mannucci   |
|    | Italia (bandiera) | A     | Omar Martinetti    |

| N. |                   | Ruolo | Calciatore             |
| -- | ----------------- | ----- | ---------------------- |
|    | Italia (bandiera) | D     | Emanuele Masini        |
|    | Italia (bandiera) | A     | Dario Morello          |
|    | Italia (bandiera) | D     | Tommaso Movilli        |
|    | Italia (bandiera) | P     | Antonio Musella        |
|    | Italia (bandiera) | D     | Massimo Paci           |
|    | Italia (bandiera) | D     | Marco Pollini          |
|    | Italia (bandiera) | A     | Nello Russo            |
|    | Italia (bandiera) | C     | Nicola Sanna           |
|    | Italia (bandiera) | A     | Vincenzo Santoruvo     |
|    | Italia (bandiera) | A     | Wladimiro Sbaglia      |
|    | Togo (bandiera)   | D     | Massamasso Tchangai    |
|    | Italia (bandiera) | C     | Alessandro Troise (II) |
|    | Italia (bandiera) | C     | Luca Vitali            |
|    | Italia (bandiera) | A     | Devis Zara             |

|  |  |  |  |
|  |  |  |  |
|  |  |  |  |

## Risultati

### Campionato

#### Girone di andata
| 2 settembre 2001 1ª giornata | Viterbese | 2 – 1 | Torres |  |

| 9 settembre 2001 2ª giornata | Sporting Benevento | 2 – 2 | Viterbese |  |

| 16 settembre 2001 3ª giornata | Giulianova | 3 – 0 | Viterbese |  |

| 23 settembre 2001 4ª giornata | Viterbese | 3 – 2 | Sora |  |

| 30 settembre 2001 5ª giornata | Lodigiani | 1 – 1 | Viterbese |  |

| 7 ottobre 2001 6ª giornata | Viterbese | 0 – 0 | Pescara |  |

| 14 ottobre 2001 7ª giornata | Nocerina | 1 – 2 | Viterbese |  |

| 21 ottobre 2001 8ª giornata | Viterbese | 1 – 1 | Taranto |  |

| 28 ottobre 2001 9ª giornata | Viterbese | 1 – 2 | Fermana |  |

| 4 novembre 2001 10ª giornata | Catania | 0 – 0 | Viterbese |  |

| 11 novembre 2001 11ª giornata | Viterbese | 1 – 1 | Avellino |  |

| 18 novembre 2001 12ª giornata | Vis Pesaro | 1 – 0 | Viterbese |  |

| 25 novembre 2001 13ª giornata | Viterbese | 1 – 1 | Castel di Sangro |  |

| 2 dicembre 2001 14ª giornata | L'Aquila | 3 – 2 | Viterbese |  |

| 9 dicembre 2001 15ª giornata | Viterbese | 2 – 0 | Lanciano |  |

| 16 dicembre 2001 16ª giornata | Chieti | 0 – 1 | Viterbese |  |

| 23 dicembre 2001 17ª giornata | Viterbese | 0 – 0 | Ascoli |  |

#### Girone di ritorno
| 6 gennaio 2002 18ª giornata | Torres | 2 – 0 | Viterbese |  |

| 13 gennaio 2002 19ª giornata | Viterbese | 3 – 1 | Sporting Benevento |  |

| 20 gennaio 2002 20ª giornata | Viterbese | 2 – 0 | Giulianova |  |

| 27 gennaio 2002 21ª giornata | Sora | 0 – 0 | Viterbese |  |

| 3 febbraio 2002 22ª giornata | Viterbese | 1 – 0 | Lodigiani |  |

| 10 febbraio 2002 23ª giornata | Pescara | 0 – 2 | Viterbese |  |

| 17 febbraio 2002 24ª giornata | Viterbese | 0 – 1 | Nocerina |  |

| 3 marzo 2002 25ª giornata | Taranto | 1 – 1 | Viterbese |  |

| 10 marzo 2002 26ª giornata | Fermana | 1 – 1 | Viterbese |  |

| 17 marzo 2002 27ª giornata | Viterbese | 1 – 0 | Catania |  |

| 24 marzo 2002 28ª giornata | Avellino | 1 – 0 | Viterbese |  |

| 30 marzo 2002 29ª giornata | Viterbese | 0 – 0 | Vis Pesaro |  |

| 7 aprile 2002 30ª giornata | Castel di Sangro | 2 – 0 | Viterbese |  |

| 14 aprile 2002 31ª giornata | Viterbese | 0 – 1 | L'Aquila |  |

| 21 aprile 2002 32ª giornata | Lanciano | 3 – 0 | Viterbese |  |

| 28 aprile 2002 33ª giornata | Viterbese | 1 – 1 | Chieti |  |

| 5 maggio 2002 34ª giornata | Ascoli | 2 – 2 | Viterbese |  |